# Вереснева різанина

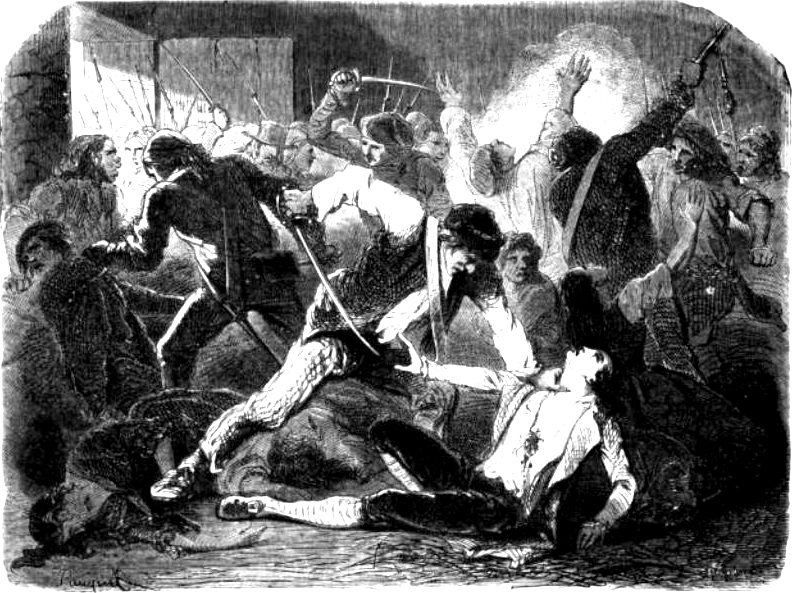

Вереснева різанина (фр. Massacres de Septembre) — хвиля вбивств та самосуду направлених проти ув'язнених представників дворянства і духівництва, яка відбулася під час Великої французької революції у вересні 1792 р. Хоча хвиля насильства була спрямована передусім проти представників дворянства і духівництва, від рук натовпу загинуло багато непричетних в'язнів, зокрема жінок та підлітків.

## Суспільно-політичні обставини
На початку вересня 1792 р. до Парижа дійшли звістки про напад з боку Пруссії і падіння фортеці Верден. Командування прусської армії виголосило помпезний маніфест, в якому оголосило намір припинити «анархію» у Франції і відновити монархічний режим. У цьому маніфесті також наголошувалося, про жорстокі наслідки для тих, хто намагатиметься захищати новий лад і протистояти пруській армії.
У Парижі, де до цього панував голод вибухнула істерія. Містом ширилися чутки про зрадників революції та своєрідний «удар у спину», який ніби готували усередині країни аристократи і священики. Оскільки на цей час старий парламент — Законодавчі збори вже був розпущений, а новий — Національний конвент ще не почав засідати, фактичну владу в місті перебрала Паризька комуна. Цей самоврядний орган зібрав в своїх ланах найбільш радикальних політиків, які під час різанини не зробили нічого значущого, крім порожніх закликів припинити насилля.

## Різанина
Першою атакою на в'язнів було вбивство вже ув'язнених двадцяти чотирьох священиків, які відмовилися присягнути на вірність Революції і яких перевозили до іншої в'язниці. Натовп напав на охорону і жорстоко вбив полонених. Звістка про цей напад розійшлася містом і виступила своєрідним заохоченням до наступних нападів на в'язниці. В'язнів-аристократів та священиків жорстоко вбивали, головним чином з застосуванням примітивної зброї, а їх тіла піддавалися нарузі. Обставини різанини інколи дещо перебільшували, але в більшості випадків вбивства супроводжувалися випадками садизму та тортур.
Найвідомішою жертвою різанини стала принцеса де Ламбаль, подруга та конфідантка вже ув'язненої Марії Антуанети. Розлючений натовп не тільки зґвалтував жінку, але вже мертвій принцесі відрубали голову, настромили її на списа і поставили перед вікнами в'язниці Тампль, де утримували колишню королеву. Тампль була єдиною в'язницею, на яку не напав натовп.

## Кількість жертв
Історики оцінюють кількість жертв різанини у близько 1400 вбитих в'язнів у тюрмах, 200 католицьких священиків і три єпископи. Хоча спочатку гнів натовпу був спрямований проти аристократів, майже половина жертв різанини — непричетні в'язні, злочинці ув'язнені за різними звинуваченнями крім контрреволюційних.